# Leiuranus
Leiuranus es un género de peces de la familia Ophichthidae.

## Distribución
El género de distribuye por Oceanía y Asia.

## Especies
- Leiuranus semicinctus (Lay & E. T. Bennett, 1839)
- Leiuranus versicolor (J. Richardson, 1848)